# سپیده‌دم نخست‌زیستی
| ابردوران   | دوران             | دوره    | میلیون سال پیش |
| ---------- | ----------------- | ------- | -------------- |
| پیشین‌زیستی | پیشین‌زیستی دیرینه | سیدرین  | → پس از آن     |
| نخست‌زیستی  | نو                | نو      | ۲۵۰۰ - ۲۸۰۰    |
| نخست‌زیستی  | میانه             | میانه   | ۲۸۰۰ - ۳۲۰۰    |
| نخست‌زیستی  | دیرینه            | دیرینه  | ۳۲۰۰ - ۳۶۰۰    |
| نخست‌زیستی  | سپیده‌دم           | سپیده‌دم | ۳۶۰۰ - ۴۰۰۰    |
| هادئن      | هادئن             | هادئن   | → پیش از آن    |

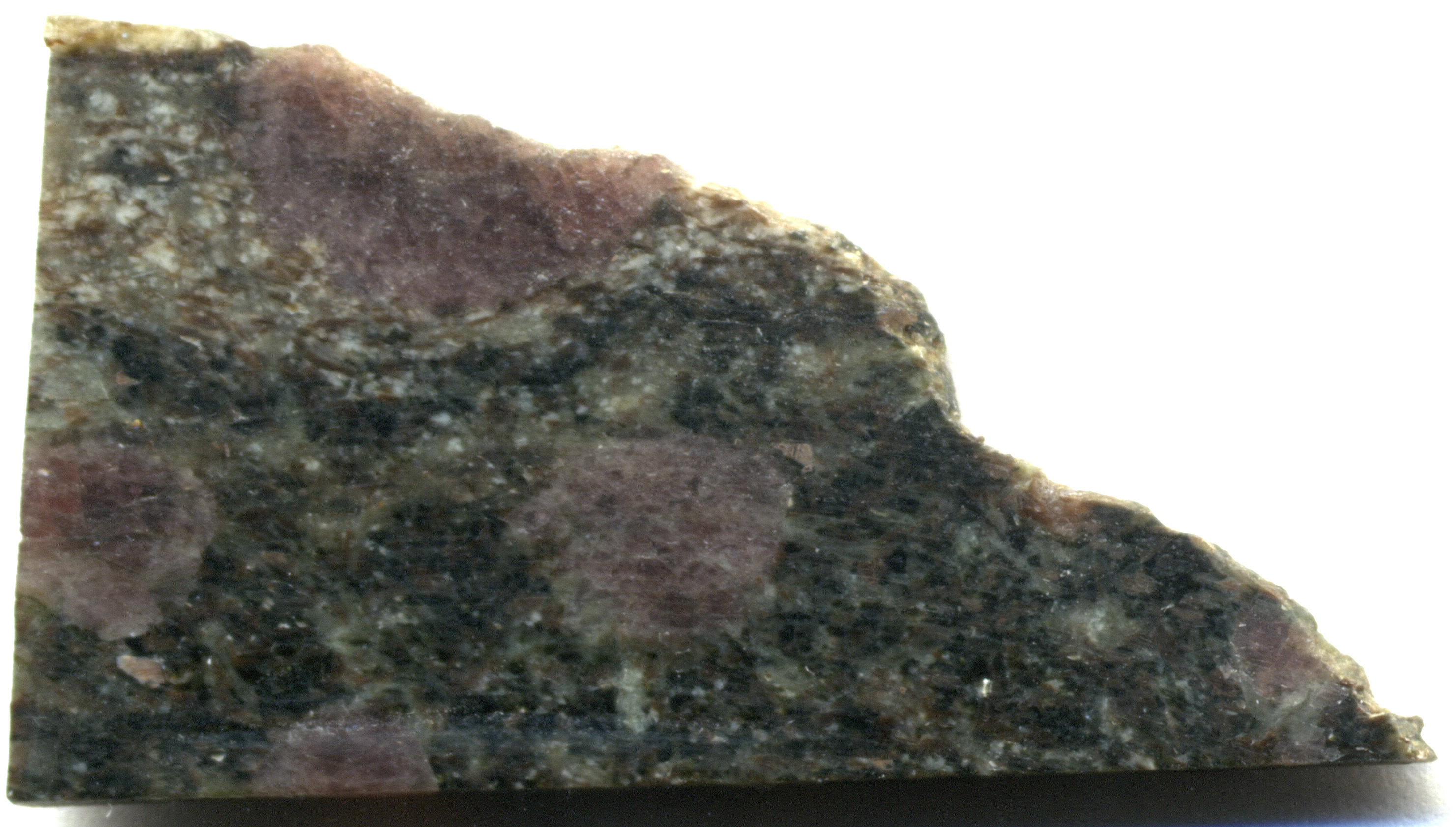
paragneiss در کانادا. قدیمی‌ترین صخره زمین که نمونه‌هایش موجود است.

سپیده‌دم نخست‌زیستی (انگلیسی: Eoarchean؛ ‎/ˌiːoʊ.ɑːrˈkiːən/‎) نخستین دوره زمین‌شناسی پس از سفت شدن پوسته زمین است. سپیده‌دم نخست‌زیستی نخستین دوره از ابردورهٔ نخست‌زیستی است و ۳۶۰۰ تا ۴۰۰۰ میلیون سال پیش طول کشید. پیدایش حیات به حدود ۳۶۰۰ تا ۴۰۰۰ میلیون سال پیش برمی‌گردد که فشار جو حدود ۱۰۰ تا 10 بار شد.